# Teemu Keisteri
Teemu Keisteri, noto anche con lo pseudonimo di Windows95man (Espoo, 22 agosto 1985), è un artista, disc jockey e ballerino finlandese. Come artista visivo, ha ottenuto riconoscimento in Finlandia per aver creato il personaggio di Ukkeli (lett. "Vecchio") nel 2008. Come DJ, il suo stile artistico e l'aspetto traggono ispirazione dai tardi anni Novanta, durante i quali è stato prodotto il sistema operativo Windows 95.
Ha rappresentato la Finlandia all'Eurovision Song Contest 2024 con il brano No Rules! insieme a Henri Piispanen.

## Biografia
Keisteri ha studiato fotografia presso l'Istituto di design di Lahti. Ha affermato che, per ciò che ha imparato durante i suoi studi, si considera più un artista visivo che un fotografo. È anche conosciuto come videoartista, ballerino e DJ. Inoltre è titolare di una galleria d'arte chiamata Kalleria nel quartiere di Kallio a Helsinki.
Il 10 febbraio 2024, ha partecipato come Windows95man insieme a Henri Piispanen alla finale dell'Uuden Musiikin Kilpailu, con la canzone No Rules!. Nonostante si sia posizionato all'ultimo posto nel voto della giuria, è arrivato primo complessivamente con 313 punti grazie al televoto. È stato quindi selezionato per rappresentare il suo paese all'Eurovision Song Contest 2024 a Malmö. Nella gara di maggio, No Rules! passa la prima semifinale al 7º posto, qualificandosi per la serata finale. Nella circostanza, Windows95man e Piispanen conquistano 38 punti, chiudendo al 19º posto.

## Discografia

### EP
- 2019 – Yaksa Yaksa
- 2021 – Epic Tax Party
- 2024 – No Rules! Megamix

### Singoli
- 2024 – No Rules! (feat. Henri Piispanen)
- 2024 – Paperclip
- 2025 – What's My Name (feat. Henri Piispanen)